# Jeanne Pauwelyn

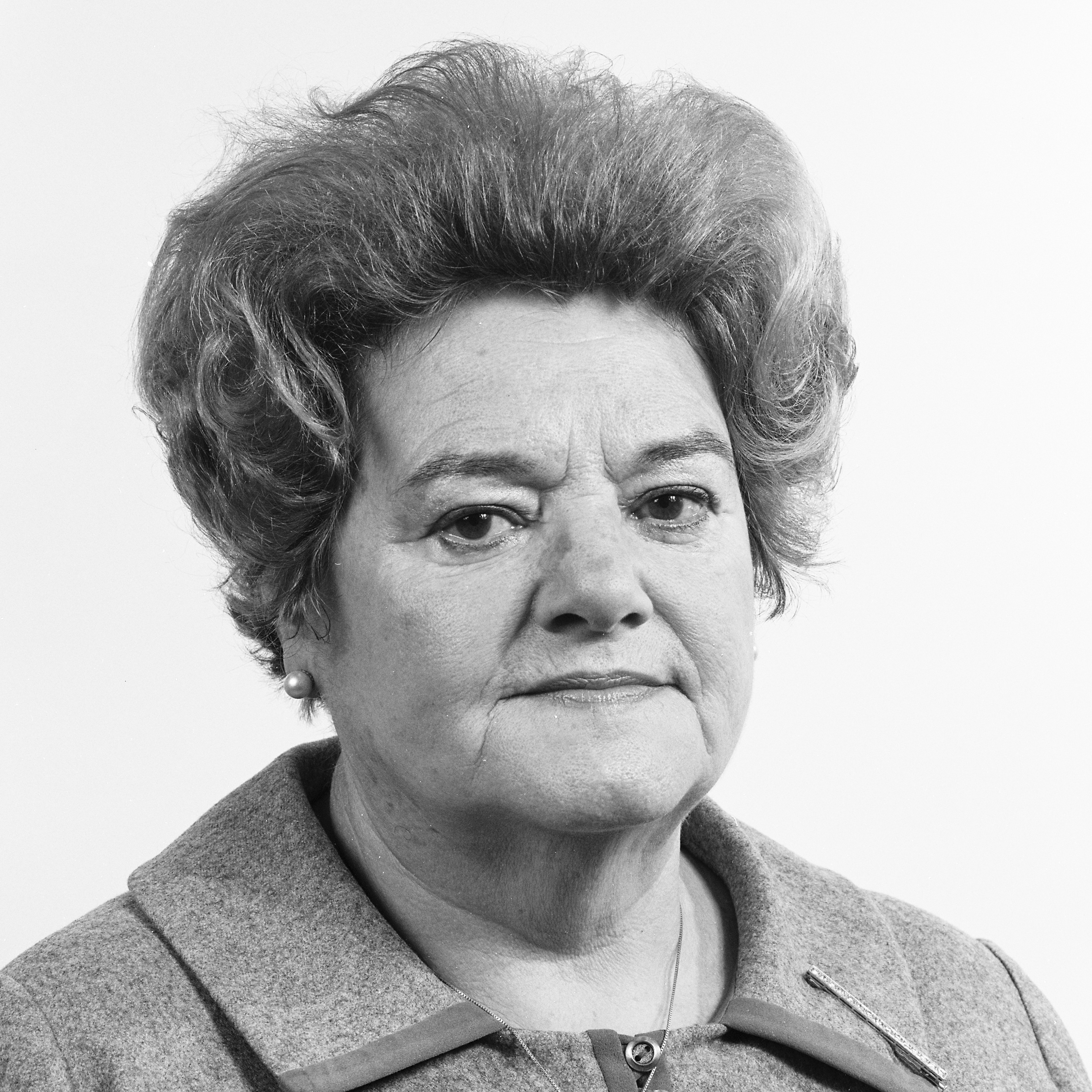
Jeanne Pauwelyn

Jeanne Decaesstecker-Pauwelyn geboren als Jeanne Pauwelyn (Staden, 14 september 1914 - Oostende, 2 oktober 1992) was een Belgisch politica voor de PVV.

## Levensloop
Pauwelyn richtte in 1958 de Rijksnormaalschool van Stene op.
Ze werd politiek actief voor de PVV en was voor deze partij van 1959 tot 1976 gemeenteraadslid van Stene. Na de fusie met Oostende was ze daar van 1976 tot 1989 gemeenteraadslid en van 1983 tot 1988 schepen.
Bovendien was ze van 1971 tot 1981 provincieraadslid van West-Vlaanderen en zetelde ze van 1981 tot 1984 in opvolging van Willy De Clercq in het Europees Parlement.